# マリオ・バロテッリ
- マリオ・バロテリ

マリオ・バロテッリ（Mario Balotelli イタリア語発音: [ˈmaːrjo baloˈtɛlli], 1990年8月12日 - ）は、イタリア・パレルモ出身のサッカー選手。ジェノアCFC所属。元イタリア代表。ポジションはFW。出生名はマリオ・バルウアー。

## 経歴

### 出生と幼少期
シチリア島の北西部に位置するパレルモにおいて、ガーナ移民のバルウアー夫妻の長男として生まれた。生後間もなく先天性の疾患であるヒルシュスプルング病（先天性巨大結腸症）に冒され、生後の1年間を病院で過ごした。この病気を手術で根治させた後に、バルウアー夫妻はより条件の良い職を求めてブレシア県に移住した。しかし暮らし向きは良くならず、アフリカ移民の他の家族らと共に1DKのアパートをシェアするという最下層の生活を強いられている。バルウアー夫妻はやむなく3歳のマリオを里子に出し、マリオはブレシア県に住むイタリア人のバロテッリ夫妻に養子として迎え入れられた。
2008年11月上旬に生みの親であるバルウアー夫妻がマスコミの前に姿を現し、長らく途絶えたままになっている息子との繋がりを取り戻したいと訴えた。マリオ自身はバロテッリ家が「唯一の家族」であり、バルウアー夫妻に対して「あることないこと言っている」と懐疑の目を向けており、「もしあの人たちのところで育っていたら、今ごろはアフリカのどこかで悲惨な暮らしをしていただろう。いや、もう生きていなかったかもしれない」とも語っている。

### クラブチーム
ACルメッツァーネのユースチームからトップチームに昇格し、15歳の時にセリエC1でデビューした。同年にはFCバルセロナのトライアルを受けるも不合格であった。

#### インテル

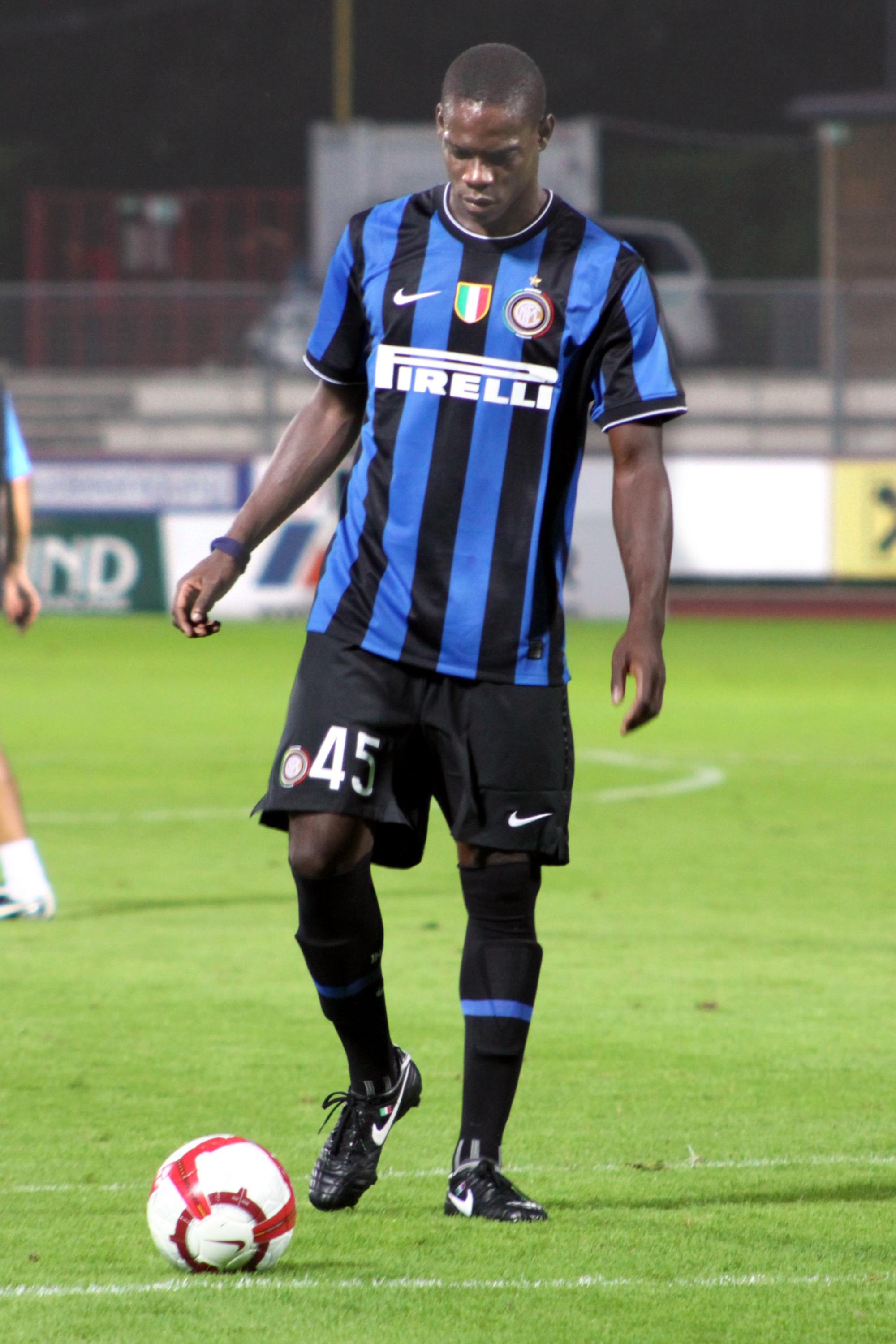
インテル時代

2006年にインテルと買いとりオプション付きで契約を結んだ。2007年12月16日に下部組織からトップチームに招集され、カリアリ戦で17歳4か月のバロテッリはセリエAデビューを果たした。12月19日のコッパ・イタリアベスト16の1stレグ、レッジーナ戦でインテル移籍後初得点を含む2ゴールを挙げ、勝利に貢献した。 2008年1月30日に行われたコッパ・イタリア準々決勝2ndレグのユヴェントスFC戦で2得点を決めてアウェーでの勝利に貢献し、注目を集めた。2008年4月6日のアタランタ戦にてセリエA初ゴールを記録した。インテルは2007-08シーズンのセリエAを制し、バロテッリにとっては初のタイトル獲得となった。
2008年8月12日の18歳の誕生日にイタリア市民権を取得した。8月24日のASローマとのスーペルコッパ・イタリアーナでは途中出場から勝ち越しゴールを記録。その後追いつかれたものの、PK戦でも2人目のキッカーとしてPKを成功し、タイトル獲得に貢献した。11月4日のUEFAチャンピオンズリーグ、アノルトシス戦でチャンピオンズリーグ初得点を挙げ、インテルのチャンピオンズリーグ最年少得点記録を更新した。2009年4月のユヴェントス戦ではバロテッリの得点で1-1で引き分けたが、試合を通してユヴェントスファンから「黒いイタリア人などありえない」と人種差別的なチャントを浴びた。マッシモ・モラッティは、もし自分がその場にいたのならチームをピッチから引き上げさせていただろうとサポーターの行動を非難した。ユヴェントスのウルトラスは対戦相手がインテルでない試合でもバロテッリへの差別チャントを繰り返し、2度の罰金とホームゲーム1試合のスタンド部分閉鎖が命じられた。インテルはこのシーズンもセリエAを制し、4連覇を達成した。
2009-10シーズンはUEFAチャンピオンズリーグのFCルビン・カザン戦で1点目をアシストし、さらに長距離からの無回転フリーキックを決めるなど試合に出れば活躍も見せる一方で、問題行動が目立つようになった。監督のジョゼ・モウリーニョはバロテッリがチームの規律を乱すとして度々招集外とし、最大で6試合連続で招集外は続いた。また罰金はバロテッリのためにならないと、サテライトチームへ降格させたこともあった。2010年1月6日のキエーヴォ・ヴェローナ戦でキエーヴォサポーターへ挑発的な拍手をしたとして処分された。この背景にはキエーヴォサポーターからの人種差別があったとされ、処分については疑問の声も上がった。モウリーニョとの対立が深くなる中で、3月にイタリアのテレビ番組に出演した際にはインテルのライバルであるACミランのユニフォームに袖を通し批判された。チームから謹慎処分を受けたものの、バロテッリはインテルのホームページ上で謝罪し、復帰した4月2日のボローニャFC戦では得点も挙げた。しかし2010年4月20日のFCバルセロナ戦では、彼のパフォーマンスに満足せずブーイングしたファンへの抗議として、試合終了後にユニフォームを地面に投げつけた。5月5日のコッパ・イタリアの決勝戦では、ASローマのフランチェスコ・トッティに後ろから蹴り飛ばされる悪質なファウルを受けた。このプレーでトッティは退場処分を受けている。後にトッティは自身の過ちを認め、試合後には握手を交した一方で「バロテッリはローマとローマの人々を侮辱した」とコメントし、ダニエレ・デ・ロッシやルカ・トーニも「トッティはバロテッリから侮辱され、酷いファウルを浴びていた」と証言し、物議を醸した。

#### マンチェスター・シティ
2010年8月13日に移籍金2400万ポンドでインテルでも監督を務めたロベルト・マンチーニが率いるマンチェスター・シティFCへの移籍が発表された。
2010年8月19日のUEFAヨーロッパリーグプレーオフ1stレグ、FCポリテフニカ・ティミショアラ戦に途中出場し決勝点を挙げ、シティでのデビュー戦を飾った。しかしこの試合で右膝を負傷し、9月8日には手術を受け、10月末まで戦列を離れることとなった。10月24日のアーセナルFC戦に途中出場しプレミアリーグデビューを果たすと、10月30日のウルヴァーハンプトン・ワンダラーズFC戦では初めてフル出場を記録した。11月7日のウェストブロムウィッチ・アルビオンFC戦でプレミアリーグ初得点を記録したものの、ユースフ・ムルンブへのファウルでレッドカードを受け退場した。12月1日のヨーロッパリーグ、レッドブル・ザルツブルク戦では移籍後初の1試合2得点を記録した。
12月22日にはトゥット・スポルト社が主催する、21歳以下の最優秀選手賞であるゴールデン・ボーイ賞を受賞した。12月28日のアストン・ヴィラFC戦では移籍後初のハットトリックを達成した。2011年3月17日のUEFAヨーロッパリーグ・ディナモ・キーウ戦で前半36分に相手を蹴りつけ一発退場となった。早い時間での退場で、1stレグのビハインドをチームは逆転することができずに敗退し、ロベルト・マンチーニ監督の怒りを買った。2011年3月にはシティの下部組織の選手に対しダーツを投げつけた。怪我人は無かったもののチームはこのトラブルを重要視しバロテッリに10万ポンドの罰金を課した。
4月16日のFAカップ準決勝のマンチェスター・ユナイテッドFC戦の勝利後にユニフォームのエンブレムをユナイテッドサポーターに見せつけ、ピッチを去るリオ・ファーディナンドに何度も挑発的なウィンクをしたとしてファーディナンドから詰め寄られ、試合後にも批判された。5月14日のストーク・シティFCとのFAカップ決勝ではマンオブザマッチに選ばれる活躍で、シティの35年ぶりのタイトル獲得に貢献した。
2011年7月におこなわれたシーズン前のアメリカ遠征でのロサンゼルス・ギャラクシー戦で、決定的なゴールチャンスで体を回転させヒールキックでシュートするもこれを外した。スタンドの観客からはブーイングを浴びせられ、激怒したマンチーニによってベンチに下げられた。後に当時のチームメイトであったセルヒオ・アグエロの配信に電話でゲスト参加した際、「観客席からのホイッスルの音を審判が試合を止めた音だと勘違いし、キーパーにパスを出した。」と当時の経緯を説明した。
この騒動の後は特に問題行動もなく安定したプレーを見せていたが、マンチェスター・ユナイテッドFCとの首位・2位対決となるマンチェスター・ダービー前日の2011年10月21日の深夜1時に、自宅の浴室で友人4人とともに花火遊びをし、火がタオルに燃え移り消防が出動する騒ぎになった。そのマンチェスター・ダービーでは2得点を挙げ、得点後にユニフォームをまくり、腹部に「WHY ALWAYS ME?」と書かれたシャツを見せた。これらの経緯から「ガイ・フォークス・ナイト」の人形の題材に選ばれてしまった。
シティ移籍後最初のチャンピオンズリーグとなった11月2日のビジャレアル戦では、前半ロスタイムにPKを決めシティの勝利に貢献した。2012年1月22日のトッテナム・ホットスパーFC戦では決勝点を挙げたものの、スコット・パーカーを意図的に踏みつけていたとして試合後に4試合の出場停止処分を科された。3月3日のボルトン・ワンダラーズFC戦では得点を挙げ勝利に貢献したが、前日にストリップクラブで夜遊びをしていたことを咎められ、クラブから1週間分の給与である約1500万円の罰金を課された。3月末には2日間の休日をもらいイタリアに帰国し、インテルのアンドレア・ストラマッチョーニの就任会見に乱入した。
4月8日に首位マンチェスター・ユナイテッドと勝ち点差8の状況で行なわれたアーセナルFC戦で悪質なプレーを連発し、ミケル・アルテタのゴールで先制された直後にこの日2枚目のイエローカードを提示され退場した。負けている状況にも関わらず歩きながらロッカールームに帰る態度にマンチーニは激怒。その後の会見で残りのシーズンでバロテッリを起用しないことを明言し、夏の放出も匂わせた。しかし、FAから3試合の出場停止処分が下されたことで大一番マンチェスター・ユナイテッド戦から出場が可能になったこともあり、マンチーニはバロテッリの再起用を示唆し、その後の試合でも起用された。リーグ優勝のかかったQPR戦では、セルヒオ・アグエロの決勝点を導くパスを繋ぎ、同シーズンのプレミアリーグ優勝を果たした。
2012-13シーズンもチームに残留したが、なかなか調子が上がらず、10月9日のサンダーランドAFC戦、12月9日のマンチェスター・ユナイテッドFC戦では途中交代を告げられると激怒しながらピッチを後にした。またクラブからの総額34万ポンドの罰金処分に対し抗議し、裁判沙汰となるなどクラブとの関係が悪化。新年早々の練習ではスコット・シンクレアへの悪質なタックルに怒ったマンチーニが練習から退場させようとした際に、軽蔑的な手振りで拒否したことにマンチーニが激怒し掴み合いになった。
2012年のFIFAバロンドールでは候補の23人にリストアップされたが、投票の結果23人中最下位に終わった。

#### ミラン
2013年1月30日、移籍金2000万ユーロ、2017年6月30日までの4年半の契約でACミランへの移籍が発表された。試合前の練習中に負傷したパッツィーニに代わって急遽先発出場したミランでのデビュー戦、セリエA第23節のウディネーゼ・カルチョ戦で移籍後初得点を含む2得点を挙げ勝利に貢献した。シーズン途中の加入にもかかわらず後半戦13試合に出場し12得点の活躍でCL出場権の獲得に貢献した。
2013年9月22日のSSCナポリ戦ではPKをペペ・レイナにセーブされ、プロ入り以降継続していたPKの連続成功が21で途絶えた。

#### リヴァプール
2014年8月25日、FCバルセロナに移籍したルイス・スアレスの後釜を探していたリヴァプールFCに移籍、1年半ぶりのプレミア復帰となった。2015年2月10日、プレミアリーグ第25節のトッテナム戦で、リヴァプール加入後リーグ戦初得点を記録した。試合後に「グレートゲーム」とコメントした。しかしその後はUEFAチャンピオンズリーグのPFCルドゴレツ・ラズグラド戦、リーグ戦のトッテナム・ホットスパー戦、UEFAヨーロッパリーグのベシクタシュJK戦、キャピタル・ワンカップのスウォンジー・シティ戦でそれぞれ1ゴールを挙げるに留まった。

#### ミラン復帰
2015年8月、無償レンタルにてACミランに復帰することが発表された。また、公式HPを通じて自分にとってミランは特別なクラブであると述べている。一方で私生活では、ミラン加入からわずか12日後にスピード違反で検挙され、1年間の免許停止となった。ミラン側はこれに対しては処分を見送ることになった。9月22日のウディネーゼ戦で復帰後初ゴールを決めたが、翌週のジェノア戦で鼠蹊部を負傷し、手術して3か月間離脱した。2016年1月17日のフィオレンティーナ戦で復帰した。しかしリーグ戦において20試合でわずか1得点と結果を残せなかった。
2016年半ばにリヴァプールに戻ったが、指揮官ユルゲン・クロップの構想外であることが明らかにされ、アメリカなどのプレシーズンツアーに召集されなかった。

#### ニース
2016年8月31日、フリートランスファーでOGCニースに移籍した。背番号は9番。リーグ・アンでは、デビュー後2試合で4得点を決めるスタートを切った。その後も好調を維持し、23試合出場15点と、ニースのUEFAチャンピオンズリーグ予備予選の出場権獲得に貢献した。
翌2017-18シーズンもリーグアン28試合18ゴールを決めるなど好調を維持し、マルセイユからの関心が伝えられたが残留を表明した。このような形で残留したにもかかわらず、プレシーズントレーニングに遅刻し、体も作れていなかったため、懲罰として開幕後3試合に起用されなかった。その後も新監督パトリック・ヴィエラと対立し、10試合出場後にチームから除外された。

#### マルセイユ
2019年1月23日、オリンピック・マルセイユとシーズン終了までの契約を締結した。1月25日のリール戦で初出場し、ゴールも決めた。3月30日のアンジェ戦で、移籍後からのホームゲームでの連続得点試合数を5とし、1960年代にヨシップ・スコブラルが記録して以来のリーグ・アンでの出来事となった。

#### ブレシア・カルチョ
2019年8月18日、セリエＡのブレシア・カルチョへの加入を発表した。3年契約で年俸は300万ユーロ。9月29日ナポリ戦で移籍後初ゴールを決めたが1-2で敗れた。11月3日のエラス・ヴェローナFC戦では、相手サポーターから人種差別的なチャントを受けたことに激怒してピッチから去ろうとしたが、両チームの選手に説得されて留まり、ゴールを決めるということもあった。その後はフロント陣と衝突し、ロースターから抹消された。

#### モンツァ
2020年12月7日、セリエBのモンツァにシーズン終了までの契約で移籍した。同クラブは18年夏に元ACミラン・オーナーのシルヴィオ・ベルルスコーニが買収し、スタッフも元ミラン勢が集まっている。同30日のサレルニターナ戦で先発出場し、開始4分のファーストタッチでデビューゴールを決めた。リーグ戦14試合6得点を記録した。

#### アダナ・デミルスポル
2021年7月7日、スュペル・リグに初昇格を果たしたアダナ・デミルスポルと3年契約を締結した。リーグ最終節では5ゴールを挙げるなど、31試合18ゴールの記録を残した。しかしヴィンチェンツォ・モンテッラ監督と対立し、シーズン終了後に退団した。

#### シオン
2022年9月1日、FCシオンに移籍した。

#### ジェノア
2024年10月29日、ジェノアCFCに加入した。

## 代表経歴

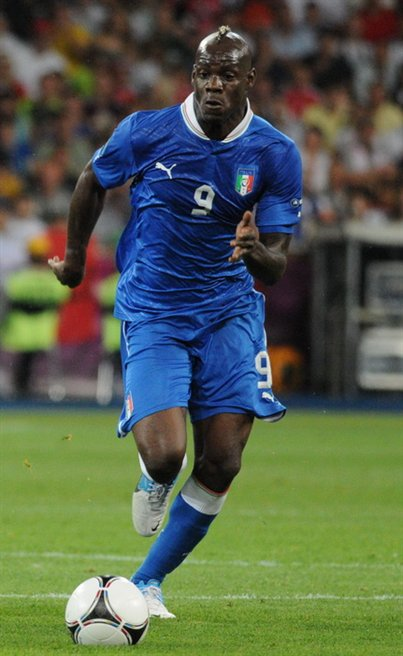
イタリア代表でプレーするバロテッリ

U-15、U-17イタリア代表にはガーナ移民の子どもであることから招集が見送られた。2007年8月7日にはガーナ代表から招集をされたものの、「ガーナ人の親のことはまったく知らないし会った記憶もない。僕はイタリアで育ったし親（育ての親）もイタリア人、引退するまでイタリア代表を目指す」とし、イタリアへのアイデンティティとイタリア代表への道が閉ざされることを嫌い、固辞した。
2008年8月13日にイタリア市民権を獲得したことを受け、2008年8月29日にピエルルイジ・カジラギ率いるU-21イタリア代表に初招集され、9月5日のギリシャ戦でデビューし初得点も挙げた。2009年2月の招集の際には朝までディスコで遊び明かし飛行機に乗り遅れ、ピエルルイジ・カジラギ監督を激怒させた。U-21 EURO2009のメンバーにも招集され、グループリーグ第2戦の開催国スウェーデンとの試合ではイタリアの大会初得点を挙げたものの、その15分後にレッドカードを受けた。
2010年8月6日にチェーザレ・プランデッリ新監督の初戦となるコートジボワール戦のイタリア代表メンバーに初招集され、8月10日のコートジボワール戦に先発出場し、A代表デビューを果たした。2011年11月11日のポーランドとの親善試合で代表初得点となる先制ゴールを挙げ、ジャンパオロ・パッツィーニの得点もアシストし勝利に貢献、プランデッリに活躍を称賛された。
UEFA EURO 2012に臨むイタリア代表にも選出。大会直前に負傷したものの軽傷ですみ、グループリーグ初戦のスペイン戦に先発出場。しかし決定機を逃すなど批判の対象となった。続くクロアチア戦にも先発出場したが結果を残せず、練習で膝を痛めた影響もありグループリーグ突破を賭けたアイルランド戦はベンチスタート。しかし74分から途中出場すると、90分にコーナーキックからボレーシュートを決め、大会初得点を記録。得点後には観客席のアイルランドサポーターに向け暴言とも言われる言葉を叫び、レオナルド・ボヌッチに口をふさがれた。準決勝のドイツ戦ではイタリアの全2ゴールを挙げ、勝利に貢献した。
2013年に開催されたFIFAコンフェデレーションズカップ2013にもメンバー入り。グループリーグ3試合に先発出場し、初戦のメキシコ戦と第2戦の日本戦でゴールを挙げた。チームはグループリーグを突破したが第3戦のブラジル戦でのプレーが原因で負傷し決勝トーナメントを前にチームを離脱した。
2014 FIFAワールドカップではイングランド戦でのヘディングによる決勝ゴールの1ゴールを記録した。
2014 FIFAワールドカップ以降は代表から遠ざかったが、ニースでの活躍や恩師マンチーニが監督に就任したことから2018年5月に約4年ぶりにイタリア代表に復帰。復帰戦となった5月28日のサウジアラビアとの親善試合で先述のワールドカップ以来の得点となる先制ゴールを挙げ、試合後には同年3月に急逝したダヴィデ・アストーリへゴールを捧げるメッセージを自身のインスタグラムに上げた。2022年1月、ワールドカップヨーロッパ予選プレーオフにむけた代表合宿のメンバーとして約3年半振りに代表に招集された。

## 人物

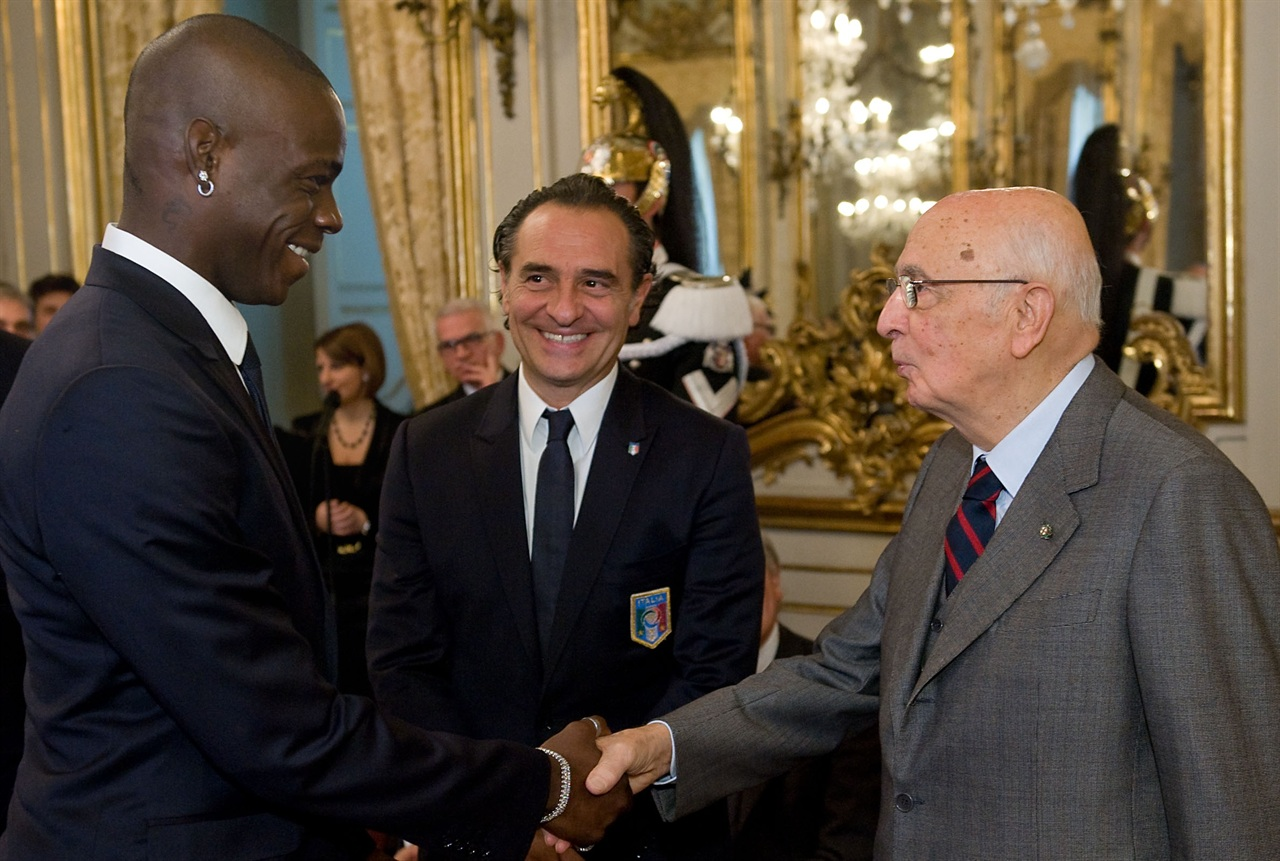
チェーザレ・プランデッリ、ジョルジョ・ナポリターノと握手をするバロテッリ

上述のようにピッチ内外で問題になる行動を度々起こしており、またプライドの高さと攻撃的な性格からチームメイトと問題を起こすことも多く、問題児との評価が定着している。
マンチェスター・シティでは練習中のミニゲームでジェローム・ボアテングのタックルに激怒し突き飛ばし、つかみ合いの喧嘩になった、2011年3月2日のFAカップ・アストン・ヴィラ戦でゴールを決めた夜に、あるレストランでウェイン・ルーニーと交際していた女性に近づき「ルーニー、ルーニー」と囃し彼女を指さして大笑いし、さらに彼女の連れの1人を挑発したといったトラブルから、マフィアとの関係が噂されるようなものまで多岐に渡る。また、ミラノの共和国広場で友人と車に乗りながらおもちゃの銃を宙に向け連射したり、ブレシアの女性刑務所に弟とともに車で許可無く立ち入ったり、マンチェスターで交通違反を繰り返したりと警察の厄介になることも多い。特にマンチェスターでの交通違反ではシティ移籍後の9か月で1万1000ユーロ（約130万円）の罰金と27回のレッカー移動を受け、バロテッリの愛車のマセラティは警察からマークされている。また監督に度々咎められながらも、喫煙を続けている。
これらの問題行動からマルコ・マテラッツィによりロッカールームに叩きつけられ顔を殴られたり、2011年5月にはシティのチームメイトだったヤヤ・トゥーレとカルロス・テベスから愛車のマセラティを小麦粉まみれにされ、スパイクを天井に張り付けられるなど、チームメイトから制裁を受けている。
これらの問題行動は、バロテッリが黒人であるために幼い頃から受けてきた差別の反動、注目を求めてのものだという分析もある。バロテッリ自身は自分が「シャイな人間で、楽しむことが好きな普通の若者」であるとし、また自身を巡る報道については「気にしない」とする一方で、事実ではないことが混ざっていることにも言及し、上述のマンチェスター・ダービーではTシャツのメッセージでメディアに反抗している。
一方で、カジノで2万5000ポンドを儲けた帰り際にホームレスに1,000ポンド（約13万5千円）を施したり、また普段から雑誌売りの少年に、雑誌を受け取ることなく20ポンドを渡したりという一面もある。
人種差別に対しては激しい怒りを持っており「絶対に受け入れられないこと」であると語っている。また自身が人種差別に遭った経験からいじめには敏感で、2011年5月には平日にも練習場を訪れていた少年がいじめにより不登校になっていることを知ると、その少年と母と共に少年の学校に直行し、いじめた子供たちを叱責して和解させている。
サッカーの面では、ロナウドを自身のアイドルであるとしている。また自身の才能を強く自覚しており、リオネル・メッシを「自分より少し上」と表現したこともある。
バルウアー夫妻の元に残った弟のエノック・バルウアー(Enock Barwuah)がいる。これまでにナポリやストーク・シティFCのトライアルに参加している。パダーニャ代表にも選出され、2014年に開催されたConIFAワールドフットボール・カップでもプレーした。
2012年12月5日、破局した元恋人との間に娘が誕生した。その後、DNA鑑定を経て、2014年2月5日に娘を自身の子であると認知したことを自身のtwitterで明かした。
2013年4月、アメリカの雑誌タイムの世界で最も影響力のある100人に選ばれた。
同年8月のイタリアとアルゼンチンの親善試合に先立ち両代表がバチカンで教皇フランシスコに謁見したが、教皇は「ヴァチカンでは私も問題のある行動をとる」とユーモアを交え彼に言及した。この公式の謁見の後、バロテッリだけが別室で教皇の5分程度の内謁を受けた。教皇の内謁とは教皇の私的な会見であり、その内容は原則非公開である。教皇とバロテッリが内謁で何を話したかについては、ヴァチカンによれば、二人は人種差別問題について話したほか教皇はバロテッリに若者の模範となるよう行動するよう求めた。また教皇はスタジアムの内外いずれの場でもあらゆる挑発に乗らないように勧めた。バロテッリは教皇が内謁を認めたことに関してツイッターで感謝の言葉を述べている。
実姉はオバフェミ・マルティンスの妻である。

## 評価

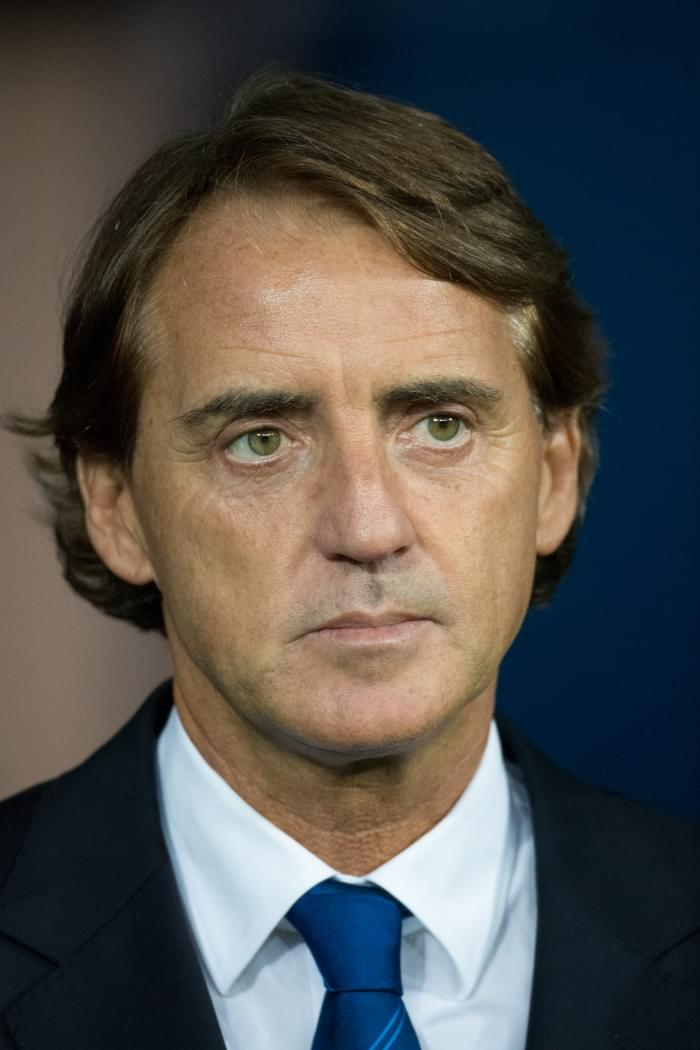
バロテッリ自身が「父親のような存在」と話すロベルト・マンチーニ

若くしてトップリーグで活躍した才能は高く評価され神童と称される一方で、前述のような度重なる問題行動から、悪童としても認識されている。
ロビン・ファン・ペルシは「速さ、強さ、勇敢さ、ストライカーに必要な全てを兼ね揃えた選手」とストライカーとしての能力を評価。ジョー・ハートは「とんでもない才能を持った、対戦してきた中で最高の選手の一人」とし、特に公式戦で一度も外したことのなかったPKの技術を称賛している。
ロベルト・マンチーニやクラウディオ・ラニエリは、2011年にはその才能を「世界最高の選手になりうる」と高く評価していたが、その一方で当時から精神的な成長を求める声も多くあった。チェーザレ・プランデッリもバロテッリを「現代的な選手で、センターだけでなくサイドができ、あらゆる要素が揃っている」と評価するものの、「足りないのは冷静さだけ」であるとし、退場の多さに苦言を呈している。インテルの会長であるマッシモ・モラッティはバロテッリの性格は「個性であり、変わらないであろう」とする一方で、「その個性には自己証明への継続的なモチベーションなど、ポジティブな側面もある」と自身の考えを述べている。
インテル、マンチェスター・シティで監督としてバロテッリを指導したマンチーニは、その問題行動に怒りを表すこともあったものの、その才能を高く評価しており、イタリア代表を担う存在になると評している。マンチーニはバロテッリの性格を「予測不可能」でそれがプレーにも生かされていると分析する一方で、バロテッリに精神的な成熟を求め、教育する方針を示していた。2011-12シーズンの当初は精神的な落ち着きを手に入れ、あらゆる面で成長したと評価しており、プランデッリやカルロ・アンチェロッティは、その精神的な成長はマンチーニの影響によるところが大きいと述べている。また、バロテッリ自身もマンチーニを「父親のような存在」と話し、互いに強く信頼し合っていることを明かしている。

## 個人成績
2023年10月11日現在
| クラブ                 | シーズン       | 背 番 号       | リーグ戦               | リーグ戦 | リーグ戦 | カップ戦 | カップ戦 | リーグ杯 | リーグ杯 | 国際大会 | 国際大会 | その他 | その他 | 期間通算 | 期間通算 |
| クラブ                 | シーズン       | 背 番 号       | リーグ                 | 出場     | 得点     | 出場     | 得点     | 出場     | 得点     | 出場     | 得点     | 出場   | 得点   | 出場     | 得点     |
| ---------------------- | -------------- | -------------- | ---------------------- | -------- | -------- | -------- | -------- | -------- | -------- | -------- | -------- | ------ | ------ | -------- | -------- |
| ルメッツァーネ         | 2005-06        |                | セリエC1               | 2        | 0        | -        | -        | -        | -        | -        | -        | -      | -      | 2        | 0        |
| ルメッツァーネ         | 通算           | 通算           | 通算                   | 2        | 0        | -        | -        | -        | -        | -        | -        | -      | -      | 2        | 0        |
| インテル・ミラノ       | 2007-08        | 45             | セリエA                | 11       | 3        | 4        | 4        | -        | -        | 0        | 0        | 0      | 0      | 15       | 7        |
| インテル・ミラノ       | 2008-09        | 45             | セリエA                | 22       | 8        | 2        | 0        | -        | -        | 6        | 1        | 1      | 1      | 31       | 10       |
| インテル・ミラノ       | 2009-10        | 45             | セリエA                | 26       | 9        | 5        | 1        | -        | -        | 8        | 1        | 1      | 0      | 40       | 11       |
| インテル・ミラノ       | 通算           | 通算           | 通算                   | 59       | 20       | 11       | 5        | -        | -        | 14       | 2        | 2      | 1      | 86       | 28       |
| マンチェスター・シティ | 2010-11        | 45             | プレミアリーグ         | 17       | 6        | 5        | 1        | 0        | 0        | 6        | 3        | -      | -      | 28       | 10       |
| マンチェスター・シティ | 2011-12        | 45             | プレミアリーグ         | 23       | 13       | 0        | 0        | 2        | 1        | 6        | 3        | 1      | 0      | 32       | 17       |
| マンチェスター・シティ | 2012-13        | 45             | プレミアリーグ         | 14       | 1        | 1        | 0        | 1        | 1        | 4        | 1        | 0      | 0      | 20       | 3        |
| マンチェスター・シティ | 通算           | 通算           | 通算                   | 54       | 20       | 6        | 1        | 3        | 2        | 16       | 7        | 1      | 0      | 80       | 30       |
| ミラン                 | 2012-13        | 45             | セリエA                | 13       | 12       | 0        | 0        | -        | -        | -        | -        | -      | -      | 13       | 12       |
| ミラン                 | 2013-14        | 45             | セリエA                | 30       | 14       | 1        | 1        | -        | -        | 10       | 3        | -      | -      | 41       | 18       |
| ミラン                 | 通算           | 通算           | 通算                   | 43       | 26       | 1        | 1        | -        | -        | 10       | 3        | -      | -      | 54       | 30       |
| リヴァプール           | 2014-15        | 45             | プレミアリーグ         | 16       | 1        | 4        | 0        | 3        | 1        | 5        | 2        | -      | -      | 28       | 4        |
| リヴァプール           | 通算           | 通算           | 通算                   | 16       | 1        | 4        | 0        | 3        | 1        | 5        | 2        | -      | -      | 28       | 4        |
| ミラン (loan)          | 2015-16        | 45             | セリエA                | 20       | 1        | 3        | 2        | -        | -        | -        | -        | -      | -      | 23       | 3        |
| ミラン (loan)          | 通算           | 通算           | 通算                   | 20       | 1        | 3        | 2        | -        | -        | -        | -        | -      | -      | 23       | 3        |
| ニース                 | 2016-17        | 9              | リーグ・アン           | 23       | 15       | 0        | 0        | 1        | 1        | 4        | 1        | -      | -      | 28       | 17       |
| ニース                 | 2017-18        | 9              | リーグ・アン           | 28       | 18       | 0        | 0        | 1        | 1        | 9        | 7        | -      | -      | 38       | 26       |
| ニース                 | 2018-19        | 9              | リーグ・アン           | 10       | 0        | 0        | 0        | 0        | 0        | -        | -        | -      | -      | 10       | 0        |
| ニース                 | 通算           | 通算           | 通算                   | 61       | 33       | 0        | 0        | 2        | 2        | 13       | 8        | -      | -      | 76       | 43       |
| マルセイユ             | 2018-19        | 9              | リーグ・アン           | 15       | 8        | 0        | 0        | 0        | 0        | -        | -        | -      | -      | 15       | 8        |
| ブレシア               | 2019-20        | 45             | セリエA                | 19       | 5        | -        | -        | -        | -        | -        | -        | -      | -      | 19       | 5        |
| モンツァ               | 2020-21        | 45             | セリエB                | 12       | 5        | -        | -        | -        | -        | -        | -        | 2      | 1      | 14       | 6        |
| アダナ・デミルスポル   | 2021-22        | 9              | スュペル・リグ         | 31       | 18       | 2        | 1        | -        | -        | -        | -        | -      | -      | 33       | 19       |
| アダナ・デミルスポル   | 2022-23        | 45             | スュペル・リグ         | 2        | 0        | 0        | 0        | -        | -        | -        | -        | -      | -      | 2        | 0        |
| アダナ・デミルスポル   | 通算           | 通算           | 通算                   | 33       | 18       | 2        | 1        | -        | -        | -        | -        | -      | -      | 35       | 19       |
| シオン                 | 2022-23        | 45             | スイス・スーパーリーグ | 18       | 6        | 1        | 0        | -        | -        | -        | -        | -      | -      | 19       | 6        |
| アダナ・デミルスポル   | 2023-24        | 99             | スュペル・リグ         | 2        | 2        | 0        | 0        | -        | -        | 0        | 0        | -      | -      | 2        | 2        |
| キャリア総通算         | キャリア総通算 | キャリア総通算 | キャリア総通算         | 354      | 146      | 28       | 10       | 8        | 5        | 58       | 22       | 5      | 2      | 453      | 184      |

1. 1 2  スーペルコッパ・イタリアーナ
2. ↑  FAコミュニティ・シールド
3. ↑  昇降格プレーオフ

## 代表歴

### 出場大会
- U-21イタリア代表
  - UEFA U-21欧州選手権（2009年）
- イタリア代表
  - UEFA EURO 2012（2012年）
  - FIFAワールドカップ（2014年）

### 試合数
- 国際Aマッチ 36試合 14得点（2010年-2018年）[132]

| イタリア代表 | 国際Aマッチ | 国際Aマッチ |
| 年           | 出場        | 得点        |
| ------------ | ----------- | ----------- |
| 2010         | 2           | 0           |
| 2011         | 5           | 1           |
| 2012         | 9           | 4           |
| 2013         | 13          | 7           |
| 2014         | 4           | 1           |
| 2018         | 3           | 1           |
| 通算         | 36          | 14          |

### 得点
| #   | 開催年月日     | 開催地                                       | 対戦国         | スコア | 結果  | 試合概要                                |
| --- | -------------- | -------------------------------------------- | -------------- | ------ | ----- | --------------------------------------- |
| 1.  | 2011年11月11日 | ヴロツワフ市立競技場、ヴロツワフ             | ポーランド     | 1 - 0  | 2 - 0 | 親善試合                                |
| 2.  | 2012年6月18日  | ポズナン市立競技場、ポズナン                 | アイルランド   | 2 - 0  | 2 - 0 | UEFA EURO 2012                          |
| 3.  | 2012年6月28日  | ワルシャワ国立競技場、ワルシャワ             | ドイツ         | 1 - 0  | 2 - 1 | UEFA EURO 2012                          |
| 4.  | 2012年6月28日  | ワルシャワ国立競技場、ワルシャワ             | ドイツ         | 2 - 0  | 2 - 1 | UEFA EURO 2012                          |
| 5.  | 2012年10月16日 | スタディオ・ジュゼッペ・メアッツァ、ミラノ   | デンマーク     | 3 - 1  | 3 - 1 | 2014 FIFAワールドカップ・ヨーロッパ予選 |
| 6.  | 2013年3月21日  | スタッド・ドゥ・ジュネーヴ、ジュネーヴ       | ブラジル       | 2 - 2  | 2 - 2 | 親善試合                                |
| 7.  | 2013年3月26日  | タカリ・ナショナルスタジアム、タカリ         | マルタ         | 1 - 0  | 2 - 0 | 2014 FIFAワールドカップ・ヨーロッパ予選 |
| 8.  | 2013年3月26日  | タカリ・ナショナルスタジアム、タカリ         | マルタ         | 2 - 0  | 2 - 0 | 2014 FIFAワールドカップ・ヨーロッパ予選 |
| 9.  | 2013年6月16日  | エスタジオ・ド・マラカナン、リオデジャネイロ | メキシコ       | 2 - 1  | 2 - 1 | FIFAコンフェデレーションズカップ2013    |
| 10  | 2013年6月19日  | アレナ・ペルナンブーコ、レシフェ             | 日本           | 3 - 2  | 4 - 3 | FIFAコンフェデレーションズカップ2013    |
| 11. | 2013年9月10日  | ユヴェントス・スタジアム、トリノ             | チェコ         | 2 - 1  | 2 - 1 | 2014 FIFAワールドカップ・ヨーロッパ予選 |
| 12. | 2013年10月15日 | スタディオ・サン・パオロ、ナポリ             | アルメニア     | 2 - 2  | 2 - 2 | 2014 FIFAワールドカップ・ヨーロッパ予選 |
| 13. | 2014年6月14日  | アレーナ・アマゾニア、マナウス               | イングランド   | 2 - 1  | 2 - 1 | 2014 FIFAワールドカップ                 |
| 14. | 2018年5月28日  | AFGアリーナ、ザンクト・ガレン                | サウジアラビア | 1 - 0  | 2 - 1 | 親善試合                                |

## タイトル

### クラブ
インテルナツィオナーレ・ミラノ
- セリエA：3回 (2007-08, 2008-09, 2009-10)
- コッパ・イタリア：1回 (2009-10)
- スーペルコッパ・イタリアーナ：1回 (2008)
- UEFAチャンピオンズリーグ：1回 (2009-10)

マンチェスター・シティFC
- FAカップ：1回 (2010-11)
- プレミアリーグ：1回 (2011-12)

### 個人
- ゴールデンボーイ賞：1回 (2010)
- UEFA欧州選手権得点王：1回 (2012)